# デズモンド・アームストロング
デズモンド・アームストロング（Desmond Kevin Armstrong、1964年11月2日 - ）は、アメリカの元サッカー選手でポジションはディフェンダーとミッドフィールダー。1987年から1994年までアメリカ代表に名を連ねた。3シーズンにわたり、メジャーインドアサッカーリーグ(MISL)で活躍した後、ブラジル1部リーグ、アメリカプロフェッショナルサッカーリーグ、ユナイテッドサッカーリーグでプレーした。

## 選手経歴

### ユース年代
アームストロングはワシントンD.C.で生まれ育った。11歳の時、地域の少年サッカーチームのコーチの目にとまり、ユースチームに入団させた。それから、高校、大学、そして代表チームに駆け上っていった。メリーランド州エリコット市のハワード高校、そして大学のキャリアはメリーランド大学で過ごした。そこではアトランティック・コースト・カンファレンス(ACC)選抜経験を得ることができた。大学時代を通して、78試合に出場し、24ゴールと18アシストを記録した。1986年、ナショナルアマチュアカップにフェアファクス・スパルタンズ・クラブの一員として参加し、セントルイス・ブッシュに3-0で勝利した。スパルタンズには、アメリカ代表であるジョン・カー・ジュニア、ブルース・マレー、ジョン・ストールメイヤーに加え、アームストロングという豪華なメンバーだった。

### プロキャリア
アームストロングは、1986年から1988年の2シーズンをインドアサッカー(MISL)のクリーブランド・フォースでプレーした。1987-1988年シーズンの終わりにバルティモア・ブラストに移籍したが、1989年1月14日に、脚を骨折し、シーズンを棒に振った。1991年2月、彼はアメリカ人として初めてブラジル1部リーグのプロ選手として、サントスと契約を結んだ。1シーズンを終えた後、彼はアメリカに戻り、アメリカプロサッカーリーグのメリーランド・ベイズに所属した。その年、ベイズはアルバニー・キャピタルズに屈するまでの、リーグのセミファイナルまで進んだ。1995年、5番目の選手として、新しくできるリーグ(MLS)に契約のサインをし、リーグが始まるまでの間、コンチネンタルインドアサッカーリーグのワシントン・ウォーソッグスへローン移籍をした。アームストロングは、1996年にユナイテッドサッカーリーグ(USISL)のシャーロット・イーグルスと共に戦い、メジャーリーグサッカーと契約をすることでインドアから身を引くこととなった。その後、31歳でサッカー界から引退した。

### 代表
彼の最初の代表での試合は、1987年のエジプト戦であった。彼はまた、1988年の韓国のソウルで開催されたオリンピックチームにも選出された。その活躍がきっかけとなり、1990年代初頭の代表チームを支えることになり、1990年のイタリアワールドカップのグループリーグ3試合すべてに出場した。彼は81試合の代表戦に挑んだが、ゴールを決めることはなかった。

## 監督経歴
サッカー界から引退してから、彼はコーチ業に積極的に取り組み、地域でも率先して行っている。彼は都心のキリスト教の奉仕活動としてサッカー・ビーツ(現在名：ヒーローズFA)を組織することに尽力している。2000年には、ストリートサッカーへの取り組みのためのコーチングダイレクターを国から拝命している。1990年代半ばには、ノースカロライナ州シャーロットのクラブレベルでのUSAハリケーンズの指導をしている。1999年、NAIAに所属する、ノースカロライナ州モントリートのモントリートカレッジ・カバリアーズの監督となり、2006年に職を退くまで全うした。また、同時期の2000年から2004年の間、同じくノースカロライナ州のアッシュビルにあるユースチーム、’85HFCバイパーズのコーチも務めた。モントリートを去ったあと、アームストロングは監督としてユースチームのベセスダ・ロードランナーズに参画した。そしてまた、メリーランドのヒーローズFAに新たなセクションを設け、現在、監督とテクニカルダイレクターを兼ねている。それだけでなく、ブラッド・フリーデルのプレミアサッカーアカデミーのオハイオ州の新人発掘ダイレクターをもこなしている。彼は2009年12月11日、ロケットシティ・ユナイテッドのテクニカルダイレクターの職にも就いている。

## ブロードキャスター
アームストロングはABCスポーツでも仕事をしている。1994年のワールドカップの間、彼はESPNのスタジオ解説者をこなした。加えて、USL１部のクリーブランドシティ・スターズの全試合の解説者をしている。この試合はスポーツタイム・オハイオで放送されている。

## 表彰
- 2007年5月11日、メリーランドサッカー殿堂入り。
- 2012年2月29日、アメリカサッカー殿堂入り。